# Szrednyekani járás

A Szrednyekani járás a Magadani területen

A Szrednyekani járás (oroszul Среднеканский район) Oroszország egyik járása a Magadani területen. Székhelye Szejmcsan.

## Népesség
- 2002-ben 5 461 lakosa volt.
- 2010-ben 3 227 lakosa volt.